# Бабанский, Юрий Васильевич
Ю́рий Васи́льевич Баба́нский (род. 20 декабря 1948) — советский военнослужащий, Герой Советского Союза, участник пограничного конфликта между СССР и КНР на острове Даманский.

## Биография
Родился в селе Красный Яр в декабре 1948 года. После школы окончил профтехучилище по специальности слесарь по ремонту химоборудования, работал на производстве на Новокемеровском химическом комбинате. С 1967 — в пограничных войсках на срочной и сверхсрочной службе.
Закончил экстерном Московское пограничное училище, потом Военно-политическую академию им. Ленина и Академию общественных наук при ЦК КПСС. С 1970 по 1991 — на политической работе в пограничных войсках КГБ СССР. В 1985 принимал участие в боевых действиях в Афганистане.
В 1990—1994 — народный депутат Украины, входил в депутатскую группу «За социальную справедливость». В 1991 принял присягу Украины и до 1995 — заместитель председателя Госкомитета по охране государственной границы — командующего пограничными войсками Украины. Генерал-лейтенант (1993).
После выхода в отставку вернулся в Россию и занялся общественной деятельностью. Возглавляет общественную организацию «Союз Героев». Являлся председателем общероссийского оргкомитета по проведению акции «Аргунская застава».
Почетный гражданин Кемеровской области (1999).
19 января 2009 года решением администрации г. Кемерово имя Ю. В. Бабанского присвоено муниципальному общеобразовательному учреждению «Средняя общеобразовательная школа № 60».

## Подвиг
В 1969 году проходил службу на должности командира отделения пограничной заставы «Нижне-Михайловка» Уссурийского Ордена Трудового Красного Знамени пограничного отряда Тихоокеанского пограничного округа в звании младшего сержанта. Во время пограничного конфликта на острове Даманский проявил героизм и мужество, умело руководил подчиненными, метко стрелял, оказывал помощь раненым.
Когда противник был выбит с советской территории, Бабанский более 10 раз ходил в разведку на остров. Вместе с поисковой группой нашёл расстрелянную группу И. И. Стрельникова и под дулами автоматов и пулемётов противника эвакуировал их. В ночь с 15 на 16 марта совместно со ст.л-том Назаренко обнаружил тело геройски погибшего начальника погранотряда Д. В. Леонова и вынес его с острова.
Указом Президиума Верховного Совета СССР от 21 марта 1969 года Бабанскому Ю. В. присвоено звание Героя Советского Союза с вручением медали «Золотая Звезда». Этого высокого звания было удостоено всего 5 участников тех событий (4 пограничника и 1 мотострелок), из которых трое — посмертно.